# Харишин Михайло Володимирович
Харишин Михайло Володимирович (7 березня 1964, с. Посухів Бережанського району (Тернопільська область), Україна — історик, дипломат.
Кандидат історичних наук (1995), референт з міжнародних відносин (1999).

## Біографічні відомості
Народився 7 березня 1964 року у с. Посухів, Бережанського району, Тернопільської області, Україна.
У 1989 році закінчив Київський державний університет імені Тараса Шевченка (історичний факультет).
У 1995 році закінчив аспірантуру Київського університету імені Тараса Шевченка.
У 1999 році закінчив Академію державного управління при Уряді Республіки Молдова (відділення "Міжнародні відносини").
У 2005 році - Білоруський державний педагогічний університет імені Максима Танка (Центр "Сучасний світ", іноземна філологія).
Член Наукового товариства імені Т.Г.Шевченка.
Автор багатьох публіцистичних статей, близько 40 наукових праць, у тому числі чотирьох монографій, з середньовічної історії Української церкви, проблем вирішення конфліктних ситуацій на пострадянському просторі, з різних аспектів взаємовідносин України з Молдовою, Білоруссю, Росією, з окремих питань української історії, сьогодення. Публікувався у провідних наукових виданнях України (зокрема Український історичний журнал, Київська старовина, Людина і світ, Політика і Час, Зовнішні Справи тощо), Молдови (Administrarea Publica), Білорусі (Беларускі гістарычны часопіс, Спадчына, Роднае слова).
Автор низки літературно-художніх видань, опублікованих в Україні та Молдові.

## Посади
З 1995  року перебуває на дипломатичній службі України. У центральному апараті МЗС працював на посадах другого секретаря Управління СНД, першого секретаря, радника Третього та Першого територіальних управлінь, заступника начальника Управління СНД Першого територіального департаменту.  Був заступником Виконавчого секретаря, Виконавчим секретарем Міжвідомчої комісії з політичного врегулювання конфлікту в Придністровському регіоні Республіки Молдова. 
З 2005 по 2007 роки очолював Секретаріат Першого заступника Міністра закордонних справ України, входив до складу робочої групи МЗС України з питань тимчасового перебування Чорноморського флоту Російської Федерації на території України. З 2014 по 2016 роки перебував на посаді начальника Відділу зв'язків з державними органами влади МЗС України, від 2023 по 2024 рік  - радник Політичного департаменту МЗС України.
Перебував у довгострокових закордонних відрядженнях на посадах першого секретаря Посольства України в Республіці Молдова (питання придністровського врегулювання), першого секретаря Посольства України в Республіці Білорусь (політичні питання), радника з консульських питань Посольства України в Республіці Молдова. У 2007 - 2011 роках  працював Радником-посланником Посольства України в Молдові; у 2024 році перебував на посаді Тимчасового повіреного у справах України в Грузії.  

## Праці
Основні наукові праці:
- Історія підпорядкування Української православної церкви Московському патріархату. — Київ, 1995. — 172 с. (монографія)
- Російське самодержавство та Київська митрополича кафедра або як Українська православна церква позбулася автокефалії. — Київ, 1999. — 331 с. (у співавторстві).
- Конфликтные ситуации на постсоветском пространстве. — Кишинев, 1999. — 112 с. (монографія)
- О некоторых национальных особенностях или как Киевская церковь перешла в послушание церкви Московской. — Киев, 2015. — 226 с. (монографія)

Літературно-художні видання:
- Витоки. — Кишинів, 2010. — 208 с.
- Четверта осінь. Інтерв"ю. — Кишинів, 2011. — 56 с.
- Віхола. — Тернопіль, 2015. — 64 с.
- Загублена руна. — Тернопіль, 2015. — 160 с.
- Бабусині смаколики. - Тернопіль, 2023. - 64 с.

## Нагороди
Грамота Верховної Ради України «За заслуги перед Українським народом» (2005), Почесна грамота Міністерства закордонних справ України (2006), Грамота Глави Української греко-католицької церкви «За особистий внесок у духовно-громадський розвиток української громади на теренах Республіки Молдова» (2009), Орден Рівноапостольного князя Володимира Великого ІІІ ступеня Української православної церкви Київського патріархату (2010), інші відзнаки.
Лауреат національного конкурсу "Українська мова - мова єднання" у номінації "На видноті всього світу" (2012), Відзнака (медаль) національного конкурсу "Українська мова - мова єднання" (2017).

## Сім'я
Одружений, має двох дорослих дочок.
Проживає у м.Київ.